# Paris-Blancafort
Paris-Blancafort est une course cycliste française qui relie la Capitale et la commune de Blancafort, située dans le département du Cher. Elle se déroule entre 1966 et 1973.

## Palmarès
| Année | Vainqueur             | Deuxième             | Troisième         |
| ----- | --------------------- | -------------------- | ----------------- |
| 1966  | Bernard Van Der Linde | Jean Sadot           | Walter Ricci      |
| 1967  | Robert Bouloux        | Jean-Jacques Sanquer | Francis Perez     |
| 1968  | Gérard Briend         | Yves Hézard          | Daniel Ducreux    |
| 1969  | Daniel Gouverneur     | Jean-Claude Blocher  | Guy Maingon       |
| 1970  | Dominique Dussez      | Jackie Desesquelles  | Michel Mameli     |
| 1971  | Pas organisé          | Pas organisé         | Pas organisé      |
| 1972  | Christian Poissenot   | Guy Dubois           | Christian Muselet |
| 1973  | Christian Rieu        | Gérard Colinelli     | Gérard Annequin   |